# 山田淳 (工学者)
山田 淳（やまだ すなお） は、日本の化学工学者。九州大学名誉教授。九州先端科学技術研究所所長。福岡市MICEアンバサダー。

## 人物・経歴
1975年九州大学工学部合成化学科卒業。九州大学大学院工学研究科合成化学専攻を経て、1981年九州大学工学博士。1986年九州大学教養部助教授。1990年日本分光学会賞（論文賞）受賞。1992年九州大学工学部応用物質化学科助教授。1994年九州大学工学部応用物質化学科教授。1999年九州大学大学院工学研究科材料物性工学専攻教授。日本分析化学会実行委員長を務めた実績などから、2018年には福岡市MICEアンバサダーに任命された。定年退職後、九州先端科学技術研究所副理事長兼所長、九州大学名誉教授。